# Zbigniew Gugniewicz
Zbigniew Gugniewicz est un boxeur polonais né le 1er octobre 1936 à Cudzieniszki et mort le 20 janvier 2011 à Gdańsk.

## Carrière
Sa carrière amateur est principalement marquée par une médaille de bronze remportée aux championnats d'Europe de 1961 dans la catégorie des poids lourds.

## Palmarès

### Championnats d'Europe
- Médaille de bronze en +81 kg en 1961 à Belgrade, Yougoslavie